# Cyril Stiles
Cyril Alec Stiles, známý také jako Bob Stiles (10. října 1904 Pietermaritzburg – 5. března 1985), byl novozélandský veslař.
Narodil se v jihoafrickém Natalu. Od čtrnácti let se věnoval veslování v Avon Clubu v Christchurchi, zpočátku jezdil se čtyřkou na stroku. S bratrem Glenem se stali v roce 1928 mistry Nového Zélandu na dvojce bez kormidelníka. Pak začal jezdit s Rangi Thompsonem a v letech 1931, 1932 a 1934 vyhráli domácí šampionát. Byl v novozélandském veslařském týmu, který odcestoval na Letní olympijské hry 1932 do Los Angeles díky veřejné sbírce a před soutěží zaujal rituálem haka. V závodě dvojek bez kormidelníka skončili Stiles s Thompsonem druzí za britskou lodí a získali tak pro Nový Zéland první olympijskou medaili z veslování. Oba startovali také v závodě osmiveslic, kde Novozélanďané obsadili páté místo. V roce 1938 získal Stiles bronzovou medaili s osmou na Hrách Britského impéria v Sydney.
Bojoval ve druhé světové válce a získal hodnost četaře. Po ukončení sportovní kariéry se věnoval stavbě lodí a obytných vozů, rekonstruoval také loď, na níž získal olympijské stříbro. V Christchurchi je po něm pojmenováno náměstí Stiles Place. 